# Francisco Bonfiglio
Francisco Bonfiglio (Mar del Plata, Buenos Aires, Argentina; 2 de enero de 2002) es un futbolista argentino que juega como delantero en Miami F. C. de la USL Championship de Estados Unidos.

## Trayectoria

### Inicios y formación
Bonfiglio empezó a jugar al fútbol en Kimberley, de su ciudad natal, pero luego pasó a San Lorenzo de Almagro. En San Lorenzo jugó hasta sus 16 años, hasta que se fue a España para jugar en Villareal, por medio de la patria potestad. En 2023 volvió a Argentina para jugar en Independiente, pero no tendría lugar en el primer equipo.

### Atlético Tucumán
En 2024 llega a Atlético Tucumán, dónde haría su debut profesional, ante Argentinos Juniors, en un encuentro de la Copa de la Liga Profesional 2024.

## Estadísticas

### Clubes
Actualizado hasta su último partido disputado el 29 de julio de 2025.
| Club                          | Div.          | Temporada     | Liga  | Liga  | Liga   | Copas nacionales | Copas nacionales | Copas nacionales | Torneos internacionales | Torneos internacionales | Torneos internacionales | Total | Total | Total  |
| Club                          | Div.          | Temporada     | Part. | Goles | Asist. | Part.            | Goles            | Asist.           | Part.                   | Goles                   | Asist.                  | Part. | Goles | Asist. |
| ----------------------------- | ------------- | ------------- | ----- | ----- | ------ | ---------------- | ---------------- | ---------------- | ----------------------- | ----------------------- | ----------------------- | ----- | ----- | ------ |
| Villarreal C. F. "B" · España | 1.ª F         | 2021-22       | 1     | 0     | 0      | —                | —                | —                | —                       | —                       | —                       | 1     | 0     | 0      |
| Villarreal C. F. "B" · España | Total club    | Total club    | 1     | 0     | 0      | 0                | 0                | 0                | 0                       | 0                       | 0                       | 1     | 0     | 0      |
| Atlético Tucumán Argentina    | 1.ª           | 2024          | 8     | 0     | 0      | 6                | 0                | 0                | —                       | —                       | —                       | 14    | 0     | 0      |
| Atlético Tucumán Argentina    | Total club    | Total club    | 8     | 0     | 0      | 6                | 0                | 0                | 0                       | 0                       | 0                       | 14    | 0     | 0      |
| Miami F. C. Estados Unidos    | 2.ª           | 2025          | 16    | 11    | 0      | 7                | 3                | 2                | —                       | —                       | —                       | 23    | 14    | 2      |
| Miami F. C. Estados Unidos    | Total club    | Total club    | 16    | 11    | 0      | 7                | 3                | 2                | 0                       | 0                       | 0                       | 23    | 14    | 2      |
| Total carrera                 | Total carrera | Total carrera | 25    | 11    | 0      | 13               | 3                | 2                | 0                       | 0                       | 0                       | 38    | 14    | 2      |
| 1.                            |               |               |       |       |        |                  |                  |                  |                         |                         |                         |       |       |        |